# S'Arracó
S'Arracó (o El Arracón) es una localidad y pedanía española perteneciente al municipio de Andrach, en la isla de Mallorca, comunidad autónoma de Baleares.
S'Arracó, pequeño pueblo del término de Andrach, se encuentra en el valle del mismo nombre, entre los valles vecinos de Andrach y de sa Palomera. A partir de la existencia de algunas posesiones, como la de Son Joan, a principios del siglo XVIII se empezó a configurar el núcleo urbano en torno a la capilla del Santo Cristo edificada por Antoni Ferrandell Verí, considerado el fundador del pueblo. Del exterior de la iglesia, que fue erigida parroquia a mediados del siglo XIX, son remarcables la torre con ventanas ojivales y la rectoría. De su interior, destacan el Santo Cristo que preside el altar mayor y la imagen de la Virgen María que procedente del antiguo monasterio de la Trapa se encuentra en una de las capillas laterales.
La mayor parte de las casas del pueblo están situadas a lo largo de la carretera de Andrach a San Telmo, que entra en el valle por el Coll de s'Arracó y, después de atravesar el pueblo, sale por el Coll de la Palomera. Del conjunto urbano destacan diversas casas de estilo modernista que fueron construidas por raconeros que emigraron a Francia. También son remarcables el edificio de la escuela antigua y tres bares que son punto de encuentro de la gente del pueblo: Can Nou, Can Viguet y Can Prima. En la actualidad, s'Arracó cuenta con una población de unos mil habitantes, incluyendo un significativo número de artistas de diferentes nacionalidades que han escogido este tranquilo valle como lugar de residencia.
S'Arracó es paso obligado para conocer la población costera de San Telmo y la isla de sa Dragonera. También es un excelente punto de partida para realizar diversas excursiones a pie, como la que empieza 150 metros después del cementerio y sube hasta la Trapa. El pueblo también está comunicado mediante una carretera recientemente renovada que enlaza con la carretera que va de Andrach hasta el Puerto.
Las fiestas patronales se celebran en torno al 28 de agosto, festividad de San Agustín. Los actos festivos suelen prolongarse hasta el 8 de septiembre, cuando se celebra la festividad de la Virgen de la Trapa.

## Situación
Se encuentra al O de la capital del municipio, Andrach, al N de Puerto de Andrach y al E de San Telmo.

## Evolución demográfica
| 2000 | 2001 | 2002 | 2003 | 2004 | 2005 | 2006 | 2007 | 2008 | 2009 | 2010 | 2011 |
| 614  | 641  | 681  | 696  | 654  | 687  | 716  | 746  | 786  | 808  | 828  | 844  |